# Satwiksairaj Rankireddy
Satwiksairaj Rankireddy (Hyderabad, 13 de agosto de 2000) es un deportista indio que compite en bádminton. Ganó una medalla de bronce en el Campeonato Mundial de Bádminton de 2022, en la prueba de dobles.

## Palmarés internacional
| Campeonato Mundial | Campeonato Mundial | Campeonato Mundial | Campeonato Mundial |
| Año                | Lugar              | Medalla            | Prueba             |
| ------------------ | ------------------ | ------------------ | ------------------ |
| 2022               | Tokio (Japón)      | Medalla de bronce  | Dobles             |